# Gavotte de Lannilis
Die Gavotte de Lannilis ist ein bretonischer Paartanz aus der Gegend von Lannilis. Diese Gavotte ist eine der wenigen paarweise getanzten Gavotten. Sie gehört zu den Prozessionstänzen, wo die Paare hintereinander tanzen.
Die Gavotte de Lannilis ist eine Variante des Dañs tro.
Traditionell wird zu einem Tanz eine ganz bestimmte Melodie gespielt. Die Gavotte de Lannilis wird zu dem bekannten Stück Tri martolod getanzt.

## Ausgangsposition
Die Tänzer stehen paarweise in einer Prozessionskette hintereinander. Auf einem Fest Noz mit einer dedizierten Tanzfläche wird dieser Tanz in einem großen Kreis getanzt.
Der Mann steht links. Beide halten sich mit dem kleinen Finger oder mittleren Finger.

## Grundschritt

Grundschritt Gavotte

Der Grundschritt ist mit dem Grundschritt der Gavotte du Bas-Leon identisch, unterscheidet sich nur in dem paarweisen Auftreten und einer etwas anderen Handbewegung.
Musikalisch besteht der Grundschritt aus 8 Schlägen, mit einem Zwischenschritt zwischen 3 und 4, sowie einer Pause auf 8.
Der Tanz besteht aus 8 Durchläufen der Prozession und 2 Durchläufen einer Figur.

### Prozession
1. Linker Fuß nach vorne
2. Rechter Fuß nach vorne
3. Linker Fuß nach vorne; Tanzpaar wendet sich zueinander zu: Mann dreht sich nach rechts; Frau dreht sich nach links
  1. Rechter Fuß neben linkem Fuß
4. Gewicht auf links, Tanzpaar dreht sich wieder in Prozessionsrichtung
5. Rechter Fuß nach vorne
6. Linker Fuß nach vorne
7. Rechter Fuß nach vorne; linker Fuß bleibt mit Fußspitze auf Position
8. Position bleibt; Oberkörper neigt sich leicht nach vorne

Charakteristisch für die Gavotte de Lannilis ist die begleitende Körperbewegung. Die Schritte „3-und-4“ werden in Paar zugewandt gesetzt, hierzu wird der Oberkörper etwas gedreht. Am 8. Schritt neigt sich der Oberkörper nach vorne.
Die Arme schwingen rhythmisch zur Melodie. Bei 3 und 4, wenn das Tanzpaar sich zueinander wendet, werden die Arme nach oben genommen.

### Figur
In einem Durchgang mit 8 Schlägen führt der Mann die Frau einmal um sich herum. Hierzu führt der Mann die Frau auf den ersten vier Schlägen auf seine linke Seite. Der Mann legt die Hand seiner Partnerin in seine linke Hand.
Auf den nächsten 4 Schlägen führt der Mann die Partnerin hinter seinem Rücken wieder zurück auf seine rechte Seite. Hierbei nimmt er die Hand der Partnerin wieder in seine rechte Hand.
Diese Figur wird insgesamt zweimal ausgeführt.